# Кэрван, Клодия
Кло́дия Кэ́рван (англ. Claudia Karvan; 19 мая 1972, Сидней, Австралия) — австралийская актриса, кинорежиссёр, сценарист, кинопродюсер и певица. Снимается в кино с 1983 года, является лауреатом 12 премий и номинанткой на 24.
С 1994 года Клодия состоит в фактическом браке со специалистом по визуальным эффектам Джереми Спарксом. У пары есть двое детей — дочь Одри Спаркс (родилась в октябре 2001) и сын Элби Спаркс (родился 18 мая 2006).